# رز بول ۱۹۲۴

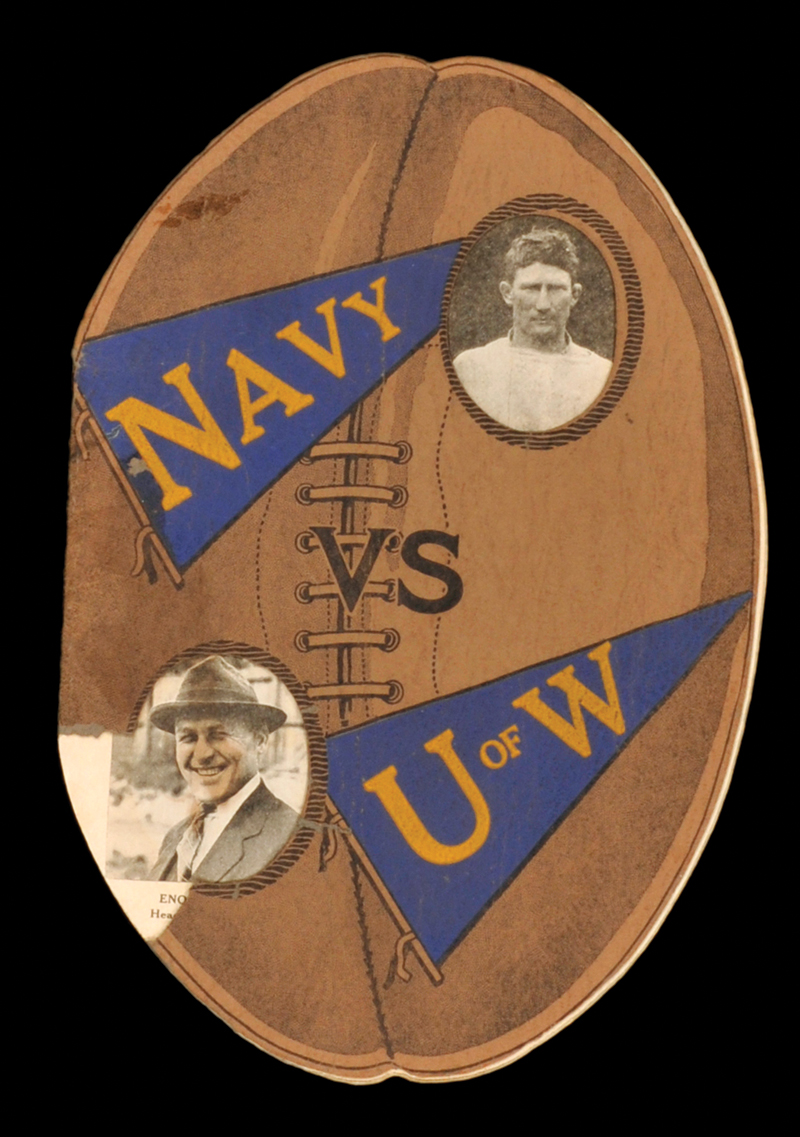

رز بول ۱۹۲۴ (انگلیسی: 1924 Rose Bowl) یک بازی فوتبال کالج آمریکایی بود که در ۱ ژانویه ۱۹۲۴ بین کاردینال استنفورد و نیروی دریایی میان‌شیپمن برگزار شد. این دهمین نسخه رز باول و اولین باری بود که نیروی دریایی در این بازی شرکت می‌کرد. این بازی در ورزشگاه رز بول در پاسادنا کالیفرنیا برگزار شد.
کاردینال استنفورد در این بازی با نتیجه ۱۴ بر ۱۰ پیروز شد. در طول بازی هر دو تیم مبارزه خوبی داشتند. بازیکن ستاره استنفورد، ارنی نورس، با عملکرد چشمگیر خود، با به ثمر رساندن دو تاچ داون و دو امتیاز اضافی، تیم را به پیروزی رساند.
رز باول ۱۹۲۴ یکی از هیجان انگیزترین و به یاد ماندنی‌ترین بازی‌های تاریخ فوتبال دانشگاهی بود. این اولین باری بود که تیمی از خارج از کنفرانس ساحلی اقیانوس آرام در آن بازی می‌کرد و به تقویت شهرت رز باول به عنوان یکی از بزرگ‌ترین رویدادهای فوتبال دانشگاهی کمک کرد.
به‌طور کلی، رز باول ۱۹۲۴ یک بازی برجسته بود که به تثبیت رز باول به عنوان یک رویداد ورزشی برتر کمک کرد و جایگاه استنفورد را در تاریخ فوتبال کالج تثبیت کرد.